# جینو کولاوسی
جینو کولاوسی (به ایتالیایی: Gino Colaussi) بازیکن فوتبال و اهل ایتالیا است 

## تیم ملی
از سال ۱۹۳۵ میلادی عضو تیم ملی فوتبال ایتالیا بوده و در ۲۵ بازی ملی حضور داشته‌است. او در بازی‌های ملی‌اش ۱۵ گل به ثمر رساند.
جینو کولاوسی آخرین بازی ملی خود را در سال ۱۹۴۰ میلادی انجام داد.